# 大和市消防本部
大和市消防本部（やまとししょうぼうほんぶ）は、神奈川県大和市の消防部局（消防本部）。管轄区域は大和市全域。

## 概要
- 消防本部：神奈川県大和市深見西4丁目4番6号
- 管内面積：27.09km2
- 職員定数：231人
- 消防署1カ所、分署2カ所、出張所2カ所
- 主力機械（2020年4月1日現在）
  - 普通消防ポンプ自動車：4
  - 小型水槽付ポンプ自動車：2
  - 水槽付消防ポンプ自動車：2
  - はしご付消防自動車：3
  - 化学消防自動車：1
  - 救急自動車：7
  - 指揮車：1
  - 指令車：1
  - 救助工作車：1
  - 広報車：2
  - 連絡車：4
  - 検査車：1
  - 査察車：3
  - 資機材搬送車：1
  - 多目的災害対応車：1
  - 非常時災害対策車：1
  - 活動支援車：1
  - 地震体験車：1
  - 中型バス：1

【主力機械に関する参考文献：令和2年版消防年報（大和市消防本部）】

## 沿革
- 1964年2月1日　大和市消防本部・大和市消防署を設置する。
- 1964年10月1日　救急自動車を配備し、救急業務を開始する。
- 1968年4月1日　北分署を開設する。
- 1970年2月10日　南分署を開設する。
- 1972年10月1日　はしご付消防自動車を消防署本署に配備する。
- 1974年3月11日　消防本部を市庁舎に移転する。
- 1974年4月1日　消防本部に課制を導入する。
- 1980年4月1日　消防本部・消防署新庁舎（現庁舎）が現在地に完成する。柳橋出張所を開設する。救助工作車を消防署本署に配備する。
- 1981年3月25日　化学消防自動車を消防署本署に配備する。
- 1983年4月1日　南分署で救急業務を開始する。
- 1985年4月1日　西出張所を開設する。
- 1986年12月12日　北分署で救急業務を開始する。
- 1988年7月26日　電源照明車を消防署本署に配備する。
- 1994年3月9日　初の高規格救急自動車を消防署本署に配備する。
- 1994年4月1日　西出張所で救急業務を開始する。
- 2001年4月1日　柳橋出張所で救急業務を開始する。

【参考文献：平成19年版消防年報（大和市消防本部）】

## 組織
- 本部 - 消防総務課、警防課、予防課、救急救命課、指令課
- 消防署 - 管理課、警備一課、警備二課、北分署 - 西出張所、南分署 - 柳橋出張所

## 消防署
| 消防署       | 住所              | 分署・出張所 |
| ------------ | ----------------- | --- |
| 大和市消防署 | 深見西4丁目4番6号 | 北分署：中央林間7丁目2番1号 南分署：上和田2771番地12号 西出張所：上草柳1842番地2号 柳橋出張所：柳橋1丁目22番3号 |

## 不祥事
- 2018年8月7日（発表日） - 消防本部消防総務課の男性主査（44歳）が、4月27日午後11時20分ごろ、横浜市緑区長津田の路上でオートバイを酒気帯び状態で運転しているところを警察官に見つかり、道交法違反（酒気帯び運転）で5月29日、保土ケ谷簡易裁判所から罰金25万円の略式命令を受けた。男性主査は派遣されていた消防学校の教官十数人との飲み会の帰りだった[1]。